# مداخله عروق کرونر از راه پوست
مداخله عروق کرونر از راه پوست (PCI) یک روش غیر جراحی است که برای درمان تنگی عروق کرونر قلب که در بیماری عروق کرونر یافت می‌شود، استفاده می‌شود. این فرایند شامل ترکیب آنژیوپلاستی عروق کرونر با استنت گذاری است، که عبارت است از قرار دادن یک لوله سیمی دائمی که یا شستشوی دارو (DES) یا از فلز لخت (BMS) تشکیل شده است. بالون تحویل استنت از کاتتر آنژیوپلاستی با رسانه‌هایی باد می‌شود تا تماس بین پایه‌های استنت و دیواره رگ را برقرار کند (نصب استنت)، بنابراین قطر رگ خونی را افزایش می‌دهد. پس از دسترسی به جریان خون از طریق شریان فمورال یا رادیال، این روش از کاتتریزاسیون کرونر برای تجسم رگ‌های خونی در تصویربرداری اشعه ایکس استفاده می‌کند. پس از این، یک متخصص قلب مداخله ای می‌تواند آنژیوپلاستی عروق کرونر را با استفاده از یک کاتتر بالونی انجام دهد که در آن یک بالون تخلیه شده به داخل شریان انسداد شده وارد شده و برای رفع تنگی باد می‌شود. برای باز نگه داشتن رگ خونی می‌توان از دستگاه‌های خاصی مانند استنت استفاده کرد. روش‌های مختلف دیگری نیز می‌تواند انجام شود.
PCI اولیه استفاده فوری از PCI در افراد مبتلا به حمله قلبی حاد است، به ویژه در مواردی که شواهدی از آسیب قلبی در نوار قلب وجود دارد. PCI همچنین در افراد پس از سایر اشکال انفارکتوس میوکارد یا آنژین ناپایدار که در آن خطر حوادث بعدی وجود دارد، استفاده می‌شود. در نهایت، PCI ممکن است در افراد مبتلا به آنژین صدری پایدار استفاده شود، به خصوص اگر کنترل علائم با دارو دشوار باشد. PCI جایگزینی برای پیوند بای پس عروق کرونر (CABG، که اغلب به عنوان «جراحی بای پس» شناخته می‌شود) است، که با پیوند عروق از نقاط دیگر بدن، شریان‌های تنگی را دور می‌زند. تحت شرایط خاصی مانند انسداد گسترده، زمینه دیابت، CABG ممکن است برتر باشد.
آنژیوپلاستی عروق کرونر اولین بار در سال ۱۹۷۷ توسط آندریاس گرونتسیگ در سوئیس معرفی شد.

## مصارف پزشکی

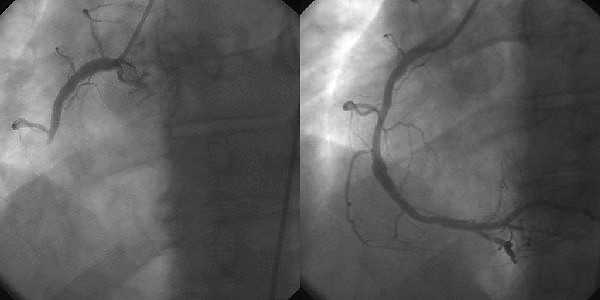
آنژیوگرافی عروق کرونر و آنژیوپلاستی در انفارکتوس حاد میوکارد (چپ: RCA بسته، راست: RCA با موفقیت گشاد شد)

تنگی شدید و بحرانی (95%) LAD پروگزیمال در بیمار با هشدار ولنز

PCI عمدتاً برای باز کردن یک شریان کرونر مسدود شده و بازگرداندن جریان خون شریانی به بافت قلب، بدون نیاز به جراحی قلب باز استفاده می‌شود. در بیماران مبتلا به عروق کرونر محدود یا مسدود شده، PCI ممکن است بهترین گزینه برای برقراری مجدد جریان خون و همچنین جلوگیری از آنژین (درد قفسه سینه)، انفارکتوس میوکارد (حمله قلبی) و مرگ باشد. امروزه، PCI معمولاً شامل قرار دادن استنت‌هایی مانند استنت‌های فلزی لخت، استنت‌های دارویی و داربست‌های عروقی کاملاً قابل جذب (یا استنت‌های حل شونده طبیعی) است. نشان داده شده است که استفاده از استنت در سه ماه اول پس از PCI مهم است. پس از آن، شریان می‌تواند به خودی خود باز بماند. این پیش‌فرض برای ساخت استنت‌های قابل جذب زیستی است که پس از عدم نیاز به‌طور طبیعی حل می‌شوند.
مناسب بودن استفاده از PCI به عوامل زیادی بستگی دارد. PCI ممکن است برای بیماران مبتلا به بیماری عروق کرونر پایدار مناسب باشد اگر معیارهای خاصی را داشته باشند، مانند داشتن تنگی عروق کرونر بیشتر از ۵۰ درصد یا داشتن علائم آنژین که به درمان دارویی پاسخ نمی‌دهند. اگرچه PCI ممکن است کمک بیشتری به پیشگیری از مرگ یا انفارکتوس میوکارد نسبت به داروهای خوراکی برای بیماران مبتلا به بیماری عروق کرونر پایدار نداشته باشد، اما احتمالاً تسکین بهتری از آنژین ایجاد می‌کند.
در بیماران مبتلا به سندرم حاد کرونری، PCI ممکن است مناسب باشد. دستورالعمل‌ها و بهترین شیوه‌ها به‌طور مداوم در حال تغییر هستند. در بیماران مبتلا به انسداد شدید، مانند ST-انفارکتوس میوکارد با افزایش قطعه (STEMI), PCI می‌تواند برای بقا حیاتی باشد زیرا در مقایسه با دارو، مرگ و میر، انفارکتوس میوکارد و آنژین را کاهش می‌دهد. برای بیماران مبتلا به انفارکتوس میوکارد با افزایش قطعه ST (nSTEMI) یا آنژین ناپایدار، درمان با دارو و/یا PCI به ارزیابی خطر بیمار بستگی دارد. زمان درب به بالون به عنوان یک معیار کیفیت برای بیمارستان‌ها برای تعیین به موقع بودن PCI اولیه استفاده می‌شود.
استفاده از PCI علاوه بر داروهای ضد آنژین در آنژین پایدار ممکن است تعداد بیماران مبتلا به حملات آنژین را تا ۳ سال پس از درمان کاهش دهد، اما خطر مرگ، انفارکتوس میوکارد در آینده یا نیاز به مداخلات دیگر را کاهش نمی‌دهد.

## عوارض جانبی
آنژیوپلاستی عروق کرونر به‌طور گسترده انجام می‌شود و خطرات زیادی دارد. با این حال، عوارض رویه ای عمده غیر معمول هستند. آنژیوپلاستی عروق کرونر معمولاً با استفاده از روش‌های تهاجمی مبتنی بر کاتتر توسط یک متخصص قلب و عروق، یک پزشک با آموزش‌های ویژه در درمان قلب انجام می‌شود.
بیمار معمولاً در طی آنژیوپلاستی بیدار است و ممکن است در حین عمل احساس ناراحتی در قفسه سینه داشته باشد. بیمار برای نظارت بر علائم بیمار بیدار می‌ماند. اگر علائم نشان دهد که این روش باعث ایسکمی می‌شود، متخصص قلب ممکن است بخشی از عمل را تغییر دهد یا آن را لغو کند. خونریزی از نقطه درج در کشاله ران (شریان فمورال) یا مچ دست (شریان رادیال) شایع است که تا حدی به دلیل استفاده از داروهای ضد پلاکت است؛ بنابراین مقداریکبودی قابل انتظار است، اما گاهی اوقات ممکن است هماتوم ایجاد شود. این ممکن است ترخیص از بیمارستان را به تأخیر بیندازد زیرا جریان از شریان به داخل هماتوم ممکن است ادامه یابد (شبه آنوریسم) که نیاز به ترمیم جراحی دارد. عفونت در محل سوراخ شدن پوست نادر است و تشریح (پارگی) رگ خونی دسترسی غیر معمول است. واکنش آلرژیک به رنگ کنتراست مورد استفاده ممکن است، اما با عوامل جدیدتر کاهش یافته است. بدتر شدن عملکرد کلیه در بیماران مبتلا به بیماری کلیوی از قبل وجود دارد، اما نارسایی کلیه که نیاز به دیالیز دارد نادر است. هنگامی که این روش از طریق شریان رادیال انجام می‌شود، عوارض دسترسی عروقی کمتر شایع و جدی تر است.
جدی‌ترین خطرات عبارتند از مرگ، سکته مغزی، فیبریلاسیون بطنی (تاکی کاردی بطنی غیر پایدار شایع است)، انفارکتوس میوکارد (حمله قلبی، MI) و برش آئورت. حمله قلبی در حین یا مدت کوتاهی پس از عمل در ۰٫۳٪ موارد رخ می‌دهد. این ممکن است به جراحی اورژانسی بای پس عروق کرونر نیاز داشته باشد. آسیب عضله قلب که با افزایش سطوح CK-MB، تروپونین I و تروپونین T مشخص می‌شود ممکن است تا ۳۰ درصد از تمام روش‌های PCI رخ دهد. افزایش آنزیم‌ها با پیامدهای بالینی بعدی مانند خطر مرگ بیشتر، MI بعدی و نیاز به تکرار روش‌های عروقی سازی مرتبط بوده است. آنژیوپلاستی که مدت کوتاهی پس از MI انجام می‌شود، خطر ایجاد سکته را دارد، اما این خطر کمتر از خطر سکته مغزی پس از درمان دارویی ترومبولیتیک است.
مانند هر روش دیگری که قلب را درگیر می‌کند، گاهی اوقات عوارض می‌توانند، هرچند به ندرت، باعث مرگ شوند. میزان مرگ و میر در طی آنژیوپلاستی ۱٫۲ درصد است. گاهی اوقات درد قفسه سینه ممکن است در طی آنژیوپلاستی رخ دهد زیرا بالون برای مدت کوتاهی جریان خون به قلب را مسدود می‌کند. خطر عوارض در موارد زیر بیشتر است:
- افراد ۶۵ سال و بالاتر
- افرادی که بیماری کلیوی یا دیابت دارند
- زنان
- افرادی که عملکرد پمپاژ ضعیفی در قلب خود دارند
- افرادی که بیماری قلبی و انسداد گسترده دارند

## روند
اصطلاح آنژیوپلاستی با بالون معمولاً برای توصیف بادکردن بالون در داخل شریان کرونر برای خرد کردن پلاک به دیواره‌های شریان استفاده می‌شود. در حالی که آنژیوپلاستی با بالون هنوز به عنوان بخشی از تقریباً تمام مداخلات عروق کرونر از راه پوست انجام می‌شود، به ندرت تنها روشی است که انجام می‌شود.
سایر اقدامات انجام شده در طول مداخله عروق کرونر از راه پوست عبارتند از:
- کاشت استنت
- آترکتومی چرخشی یا لیزری
- براکی تراپی (استفاده از منبع رادیواکتیو برای مهار تنگی مجدد)

روش آنژیوپلاستی معمولاً شامل اکثر مراحل زیر است و توسط تیمی متشکل از پزشکان، دستیاران پزشک، پرستاران، رادیوگرافی‌ها و متخصصان اندوواسکولار انجام می‌شود که همگی در این نوع روش‌ها آموزش گسترده و تخصصی دارند.
1. شریان فمورال در ساق پا یا شریان رادیال در بازو با سوزن سوراخ می‌شود و سیم کوچکی به داخل سرخرگ می‌گذرد. این روش اغلب دسترسی از راه پوست نامیده می‌شود.
2. هنگامی که دسترسی به شریان به دست آمد، یک «معرفی کننده غلاف» روی سیم به داخل شریان قرار داده می‌شود تا اجازه دهد کاتترها به داخل شریان پیشروی شوند و خونریزی را کنترل کنند.
3. از طریق این غلاف، یک لوله پلاستیکی نرم و انعطاف‌پذیر به نام «کاتتر هدایت کننده» رانده می‌شود. نوک کاتتر هدایت کننده در دهانه شریان کرونر قرار می‌گیرد. کاتتر هدایت کننده اجازه می‌دهد تا رنگ‌های مات رادیویی (معمولاً مبتنی بر ید) به داخل شریان کرونر تزریق شود، به طوری که وضعیت و محل بیماری را می‌توان به راحتی با استفاده از تجسم اشعه ایکس در زمان واقعی ارزیابی کرد.
4. در طول تصویربرداری با اشعه ایکس، متخصص قلب اندازه شریان کرونر را تخمین می‌زند و نوع کاتتر بالون و سیم راهنمای کرونر را که در طول مورد استفاده می‌شود، انتخاب می‌کند. هپارین (یک «رقیق کننده خون» یا دارویی که برای جلوگیری از تشکیل لخته استفاده می‌شود) برای حفظ جریان خون تجویز می‌شود. هنگامی که بیوالیرودین به جای هپارین استفاده می‌شود، میزان انفارکتوس میوکارد بیشتر است اما میزان خونریزی کمتر است.[۱۹]
5. سیم راهنمای کرونری، که یک سیم بسیار نازک با نوک انعطاف‌پذیر رادیویی مات است، از طریق کاتتر هدایت کننده وارد شریان کرونر می‌شود. در حین تجسم مجدد با تصویربرداری با اشعه ایکس بلادرنگ، متخصص قلب، سیم را از طریق شریان کرونر به سمت محل تنگی یا انسداد هدایت می‌کند. سپس نوک سیم از روی انسداد عبور داده می‌شود. متخصص قلب حرکت و جهت سیم راهنما را با دستکاری ملایم انتهایی که در خارج از بیمار قرار دارد از طریق پیچاندن سیم راهنما کنترل می‌کند.
6. در حالی که سیم راهنما در جای خود قرار دارد، اکنون به عنوان مسیر تنگی عمل می‌کند. نوک آنژیوپلاستی یا کاتتر بالون توخالی است و سپس در پشت سیم راهنما قرار داده می‌شود - بنابراین سیم راهنما اکنون در داخل کاتتر آنژیوپلاستی قرار دارد. کاتتر آنژیوپلاستی به آرامی به جلو هل داده می‌شود تا زمانی که بالون تخلیه شده در داخل انسداد قرار گیرد.
7. سپس بالون باد می‌شود و پلاک آتروماتوز را فشرده می‌کند و دیواره شریان را کشیده تا منبسط شود.
8. اگر استنت روی بالون بود، آن را (در سمت چپ) برای حمایت از موقعیت باز کشیده شده جدید شریان از داخل کاشته می‌شود.[۲۰]

### انواع استنت

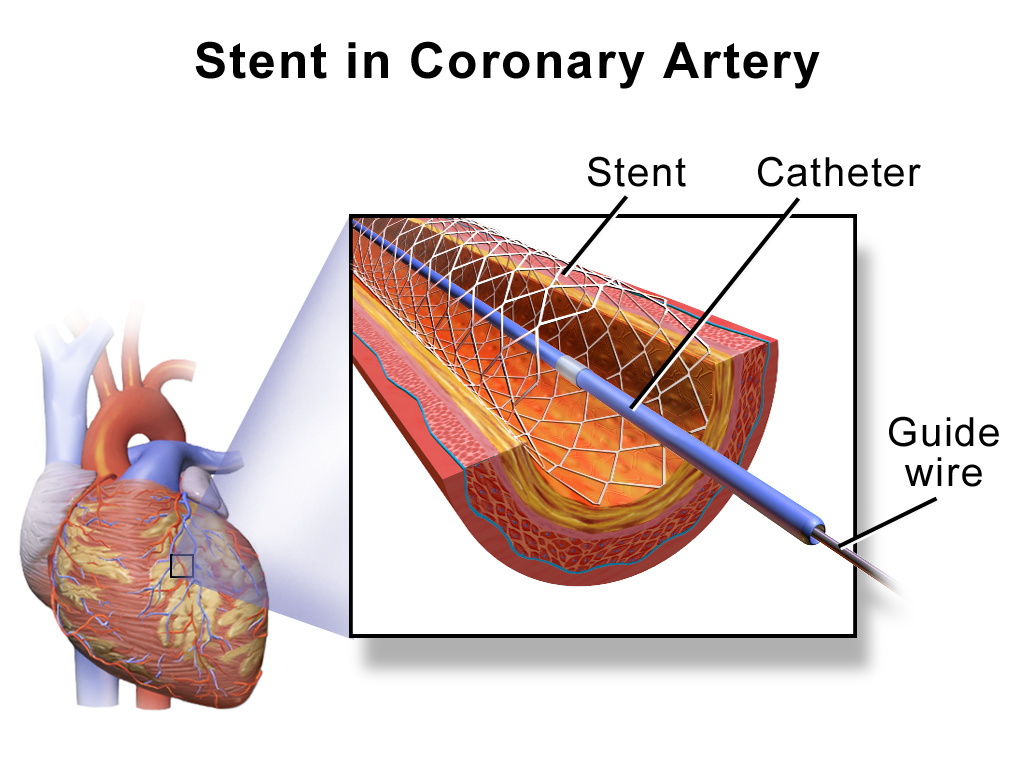
استنت کرونر با مداخله عروق کرونر از راه پوست قرار داده می‌شود.

استنت‌های فلزی لخت (BMS) چارچوبی مکانیکی ارائه می‌دهند که دیواره سرخرگ را باز نگه می‌دارد و از تنگی یا باریک شدن شریان‌های کرونر جلوگیری می‌کند.
استنت‌های دارویی جدیدتر (DES) استنت‌های سنتی با پوشش پلیمری حاوی داروهایی هستند که از تکثیر سلولی جلوگیری می‌کنند. داروهای ضد تکثیر در طول زمان به آرامی آزاد می‌شوند تا از رشد بافتی جلوگیری کنند - که ممکن است در پاسخ به استنت باشد - که می‌تواند شریان را مسدود کند. نشان داده شده است که این نوع استنت‌ها از طریق مکانیسم‌های فیزیولوژیکی که بر سرکوب رشد بافت در محل استنت و تعدیل موضعی پاسخ‌های التهابی و ایمنی بدن متکی است، به جلوگیری از تنگی مجدد شریان کمک می‌کنند. دو استنت اول مواد مخدر شستشو بهصورت به استفاده می‌شود بود تاکسل -eluting استنت و sirolimus -eluting استنت، که هر دو تأیید از اداره غذا و داروی آمریکا را دریافت کرده‌اند. اکثر استنت‌های فعلی مورد تأیید FDA از سیرولیموس (همچنین به عنوان راپامایسین شناخته می‌شود)، اورولیموس و زوتارولیموس استفاده می‌کنند. استنت‌های شستشوی Biolimus A9، که از پلیمرهای زیست تخریب پذیر استفاده می‌کنند، در خارج از ایالات متحده تأیید شده‌اند.
با این حال، در سال ۲۰۰۶، آزمایش‌های بالینی ارتباط احتمالی بین استنت‌های حاوی دارو و رویدادی به نام «ترومبوز دیررس استنت» را نشان دادند که در آن لخته شدن خون در داخل استنت می‌تواند یک یا چند سال پس از کاشت استنت رخ دهد. ترومبوز دیررس استنت در ۰٫۹ درصد بیماران رخ می‌دهد و در حدود یک سوم موارد که ترومبوز رخ می‌دهد کشنده است. افزایش توجه به مدت زمان داروهای ضد پلاکتی و استنت‌های نسل جدید (مانند استنت‌های شستشو دهنده اورولیموس) به‌طور چشمگیری نگرانی‌ها در مورد ترومبوز دیررس استنت را کاهش داده است.
هدف فناوری‌های نسل جدید PCI کاهش خطر ترومبوز دیررس استنت یا سایر عوارض جانبی طولانی مدت است. برخی از محصولات DES یک پوشش پلیمری زیست تخریب پذیر را با این باور به بازار عرضه می‌کنند که پوشش‌های پلیمری دائمی DES به التهاب طولانی مدت کمک می‌کند. راهبردهای دیگر: یک مطالعه جدیدتر پیشنهاد می‌کند که در مورد جمعیت مبتلا به دیابت - جمعیتی به ویژه در معرض خطر - درمان با بالون پاکلیتاکسل و به دنبال آن BMS ممکن است باعث کاهش بروز تنگی مجدد عروق کرونر یا انفارکتوس میوکارد در مقایسه با BMS شود که به تنهایی تجویز می‌شود.
پس از قرار دادن استنت یا داربست، بیمار باید دو داروی ضد پلاکت (آسپرین و یکی از چند گزینه دیگر) را برای چندین ماه مصرف کند تا از لخته شدن خون جلوگیری کند. مدت زمانی که بیمار باید تحت درمان ضد پلاکتی دوگانه قرار گیرد، بر اساس خطرات ناشی از حوادث ایسکمیک و خطر خونریزی بستگی دارد.

### آسپیراسیون ترومبوز
در PCI اولیه، آنژیوگرافی ممکن است ترومبوس (لخته خون) را در داخل عروق کرونر نشان دهد. مطالعات مختلفی برای تعیین اینکه آیا آسپیراسیون این لخته‌ها (آسپیراسیون ترومبوس یا ترومبکتومی دستی) مفید است انجام شده است. در حال حاضر هیچ مدرکی مبنی بر اینکه آسپیراسیون معمول لخته باعث بهبود نتایج می‌شود وجود ندارد.

## استفاده
آنژیوپلاستی عروق کرونر از راه پوست یکی از رایج‌ترین روش‌هایی است که در طول بستری شدن در بیمارستان در ایالات متحده انجام می‌شود. ۳٫۶ درصد از کل اقدامات اتاق عمل انجام شده در سال ۲۰۱۱ را به خود اختصاص داده است. با این حال، بین سال‌های ۲۰۰۱ و ۲۰۱۱، حجم آن ۲۸ درصد کاهش یافت و از ۷۷۳۹۰۰ رویه عملیاتی در سال ۲۰۰۱ به ۵۶۰۵۰۰ رویه در سال ۲۰۱۱ رسید.

### مقایسه با CABG
اکثر مطالعات نشان داده‌اند که CABG در مقایسه با PCI، مزایایی در کاهش مرگ و انفارکتوس میوکارد در افراد مبتلا به انسداد چندرگ دارد. مطالعات مدل‌سازی مختلف به نتایج متضادی در مورد مقرون به صرفه بودن نسبی PCI و CABG در افراد مبتلا به ایسکمی میوکارد رسیده‌اند که با درمان پزشکی بهبود نمی‌یابد.

## تاریخچه
آنژیوپلاستی عروق کرونر، همچنین به عنوان آنژیوپلاستی کرونری از راه پوست (PTCA) شناخته می‌شود، زیرا از طریق پوست و از طریق مجرای شریان انجام می‌شود، اولین بار در سال ۱۹۷۷ توسط آندریاس گرونتسیگ توسعه یافت. اولین روش روز جمعه ۱۶ سپتامبر ۱۹۷۷ در زوریخ سوئیس انجام شد. پذیرش این روش پس از انتقال گرونتسیگ به دانشگاه اموری در ایالات متحده تسریع شد. اولین همکار گرونتسیگ در اموری مریل کنادسون بود که تا سال ۱۹۸۱ آن را به کلگری، آلبرتا، کانادا معرفی کرده بود. در اواسط دهه ۱۹۸۰، بسیاری از مراکز پزشکی پیشرو در سراسر جهان این روش را به عنوان درمانی برای بیماری عروق کرونر اتخاذ کردند.
آنژیوپلاستی را گاهی اوقات به نام رادیولوژیست مداخله ای، دکتر چارلز تئودور داتر، که به همراه دکتر ملوین پی. جودکینز، برای اولین بار در سال ۱۹۶۴ آنژیوپلاستی را توصیف کردند، با افزایش دامنه اقدامات انجام شده بر روی لومن عروق کرونر، نام این روش به مداخله کرونری از راه پوست تغییر یافته است.

## پژوهش
مفاهیم فعلی تشخیص می‌دهند که پس از سه ماه شریان سازگار و بهبود یافته است و دیگر نیازی به استنت ندارد. عروق کرونر کامل عروق کرونر پس از STEMI از نظر حوادث نامطلوب قلبی عمده و مرگ و میر ناشی از همه علل موثرتر است، در حالی که از روش تنها رگ مقصر ایمن تر است.

## جنجال و جدال سرسختانه
در سال ۲۰۰۷ مجله پزشکی نیوانگلند نتایج آزمایشی به نام COURAGE را منتشر کرد. این مطالعه استنت گذاری را که در PCI استفاده می‌شود با درمان دارویی به تنهایی در بیماری عروق کرونر پایدار علامت دار (CAD) مقایسه کرد. این نشان داد هیچ مزیت مرگ و میر برای استنت گذاری در CAD پایدار وجود ندارد، اگرچه تسکین قبلی علائم وجود داشت که تا پنج سال برابر بود. پس از این کارآزمایی، گزارش‌های گسترده‌ای مبنی بر انجام PCI توسط پزشکان در بیمارانی که هیچ معیار سنتی را نداشتند منتشر شد. یک متاآنالیز در سال ۲۰۱۴ نشان داد که ممکن است مرگ و میر بهبود یافته با استنت‌های داروساز نسل دوم، که در طول آزمایش COURAGE در دسترس نبودند، وجود داشته باشد. از آن زمان، انجمن‌های پزشکی دستورالعمل‌هایی را در مورد زمان مناسب انجام مداخلات عروق کرونر از راه پوست صادر کرده‌اند. در پاسخ، مشاهده شد که میزان استنت گذاری نامناسب بین سال‌های ۲۰۰۹ و ۲۰۱۴ کاهش یافته است. آمار منتشر شده مربوط به روند رویه‌های بیمارستانی ایالات متحده، کاهش ۲۸ درصدی را در تعداد کلی PCIهای انجام شده در دوره ۲۰۰۱ تا ۲۰۱۱ نشان می‌دهد که بیشترین کاهش قابل توجه از سال ۲۰۰۷ است.
مطالعه ORBITA در سال 2017 نیز بحث‌های زیادی را ایجاد کرد، زیرا نشان داد که به دنبال مداخله عروق کرونر از راه پوست، تفاوت آماری معنی‌داری در زمان ورزش در مقایسه با درمان پزشکی وجود ندارد. نویسندگان مطالعه معتقدند که تسکین آنژین با PCI تا حد زیادی یک اثر دارونما است. برخی دیگر به حجم نمونه کوچک با قدرت کافی برای تشخیص تفاوت‌های نتیجه و مدت کوتاه ۶ هفته‌ای کارآزمایی اشاره کرده‌اند. ۸۵٪ از بیماران در بازوی پزشکی درمانی انتخاب کردند که در پایان کارآزمایی PCI داشته باشند.
کارآزمایی ISCHEMIA 2019 تأیید کرده است که روش‌های تهاجمی (PCI یا CABG) در مقایسه با درمان دارویی به تنهایی برای آنژین پایدار، مرگ یا حملات قلبی را کاهش نمی‌دهند. بیماران مبتلا به آنژین بهبود کیفیت زندگی را با PCI در مقایسه با درمان دارویی تجربه کردند.